# Grodziskie
Grodziskie (ɡrɔˈd͡ʑiskʲɛ; outros nomes: Grätzer, Grodzisz) é um estilo histórico de cerveja da Polônia que é normalmente feita a partir de trigo maltado que foi defumado em carvalho. A cerveja pode ser descrita como tendo uma coloração clara, de cor dourada, alta carbonatação, baixa conteúdo de álcool, de baixo para moderado nível de amargor do lúpulo, e um forte sabor e aroma defumados. O sabor é leve e "crocante", com os principais sabores provenientes do malte defumado, do elevado conteúdo mineral da água, e do tipo de levedura utilizadas para fermentar a bebida. A cerveja foi apelidada de "Champanhe Polaca" por causa de sua alta carbonatação, e porque foi considerada como uma bebida de alta qualidade para ser usado para ocasiões especiais.
Grodziskie é feita a partir de trigo maltado que foi seco através da circulação de fumaça de carvalho através dos grãos. O defumado nos grãos e o perfil mineral da água utilizada para preparar a bebida dá o estilo de seu sabor característico. Cervejarias da Polônia usavam lúpulos locais e apenas um ou dois tipos de leveduras. A cerveja é filtrada para produzir uma aparência clara e brilhante.